# 弗拉米尼奧方尖碑

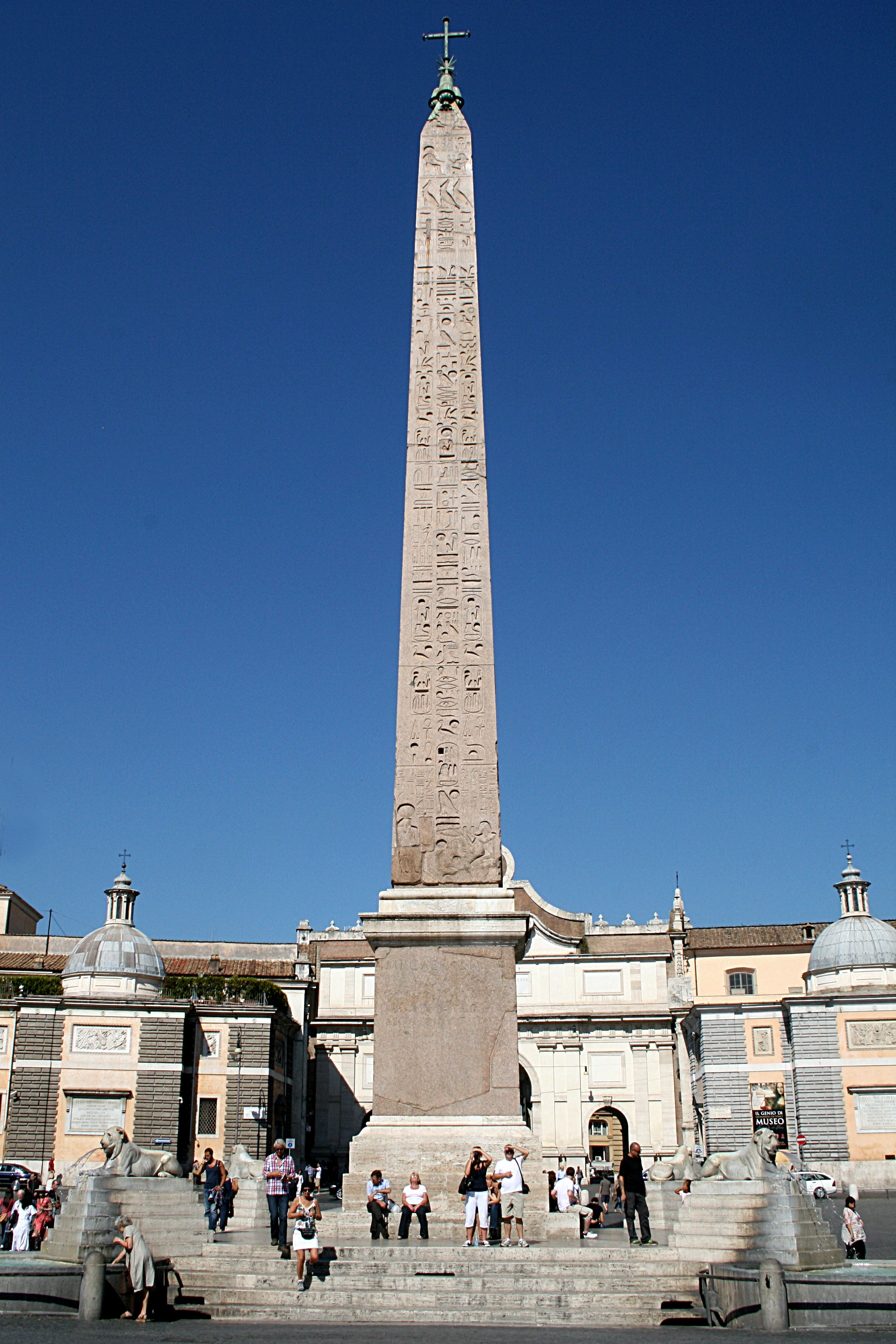
弗拉米尼奧方尖碑

弗拉米尼奧方尖碑（Obelisco Flaminio）是義大利羅馬的13座古代方尖碑之一，位於人民廣場。弗拉米尼奧方尖碑高24米，修建於拉美西斯二世時期，最初位於赫里奧波里斯的太陽神殿，在西元前10年時方尖碑搬到羅馬。